# Empik

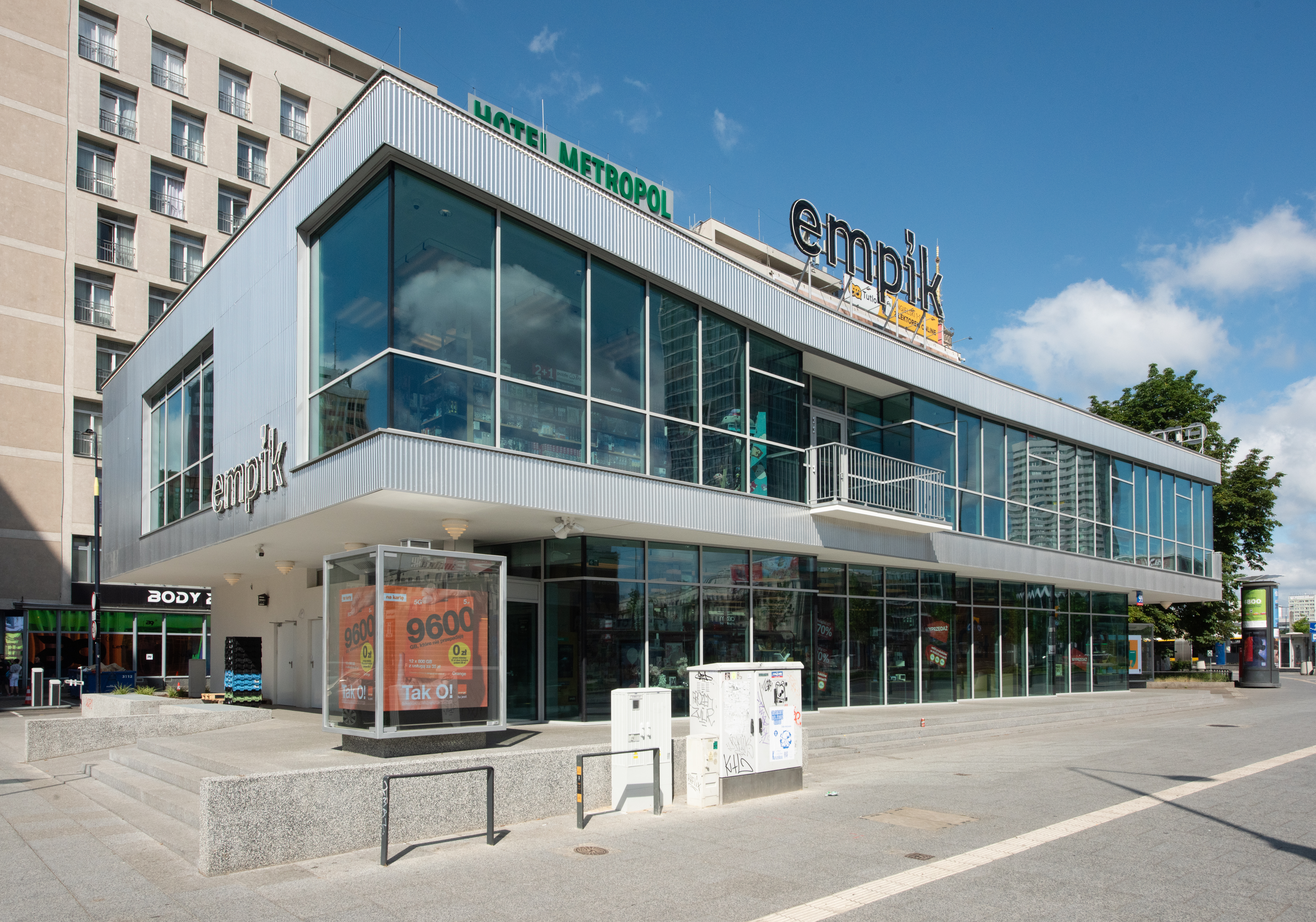
Der seit 2025 von Empik genutzte ehemalige Cepelia-Pavillon in Warschau

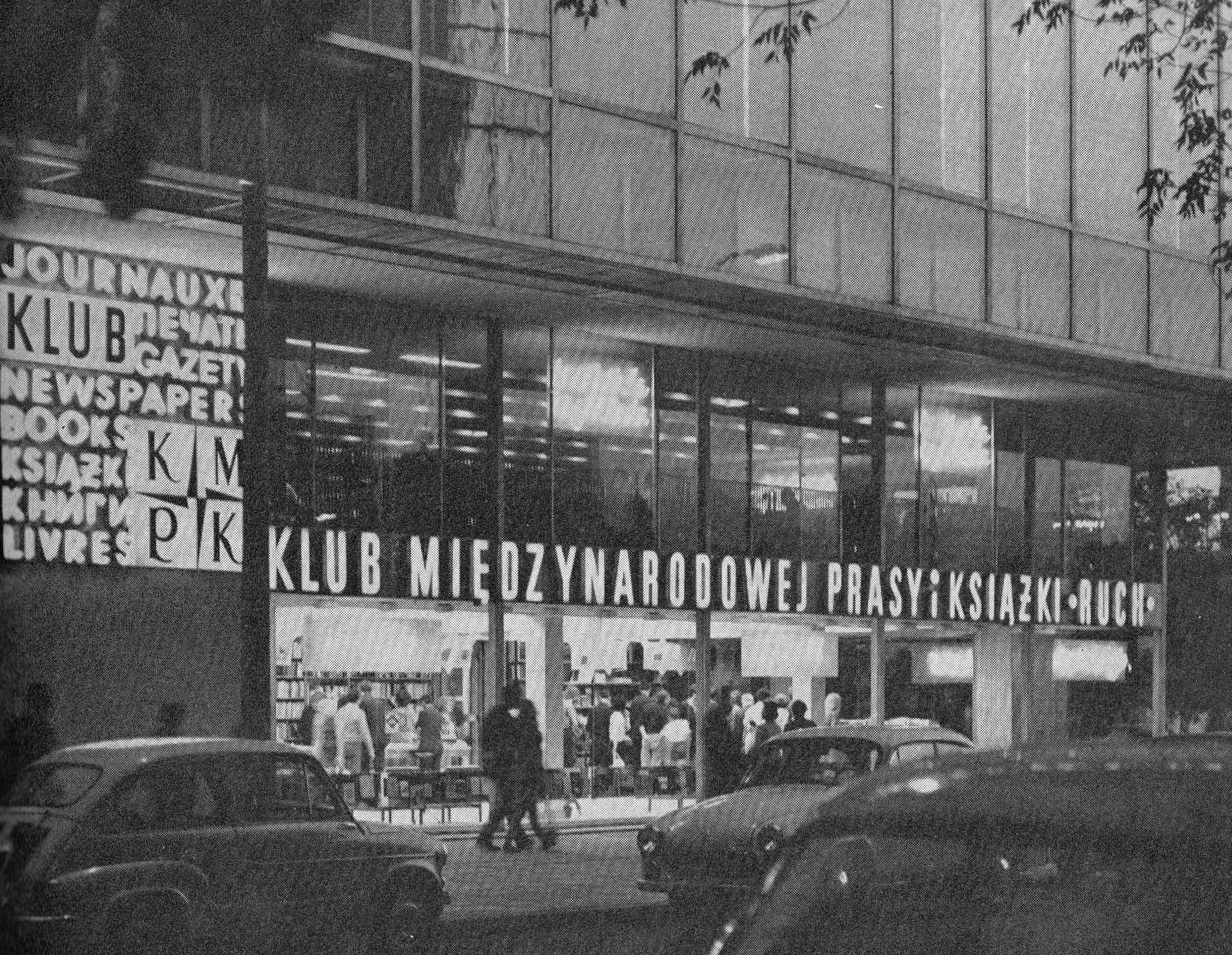
Verkaufsstelle von KPMiK in einem Kaufhaus der Ściana Wschodnia, Warschau 1975

Empik ist eine polnische Handelskette, die Bücher, Presse- und andere Medienprodukte (Filme, Musik und Software), Eintrittskarten und Spielzeug verkauft. Zur Unternehmensgruppe gehören auch ein Fotodienstleister sowie eine Sprachschule.

## Geschichte
Das Vorgängerunternehmen wurde 1948 als KMPiK (Klub Międzynarodowej Prasy i Książki) gegründet; es gehörte zum Prasa-Książka-Ruch-Konglomerat, das aus seinen Gewinnen die Polnische Vereinigte Arbeiterpartei finanzierte. Zur Zeit der Volksrepublik Polen konnte man in den angeschlossenen Leseclubs auch kostenlos Zeitungen und Bücher lesen.
1991 wurde das Unternehmen von dem vormals mit der Arbeiterpartei verbundenen Janusz Romanowski, dem späteren Minister Jacek Dębski und dem belgischen Unternehmer Yaron Bruckner erworben und erhielt den Namen Empik; es wurden 74 Verkaufsstellen übernommen.
Zunächst teilweise noch im Besitz des polnischen Staates, wurde Empik 1994 vollständig an Bruckners Eastbridge-Gruppe verkauft und firmierte ab dann als Empik Media&Fashion Group. Im Mai 2009 unterhielt Empik 134 Filialen in Polen und 23 in der Ukraine. 2021 verfügte Empik über 289 Filialen.
Seit Februar 2015 ist Ewa Szmidt-Belcarz Vorstandsvorsitzende. Im Jahr 2016 erwarben Penta Investments und Krockella die Mehrheit der Anteile; Penta Investments war später Alleineigentümer. Im Jahr 2022 übernahm Szmidt-Belcarz eine Mehrheitsbeteiligung von 51 %, Penta Investments verblieb mit 49 % als Minderheitsgesellschafter. Der Umsatz der Empik-Gruppe betrug im Jahr 2022 knapp 2,4 Milliarden Złoty und wurde rund zur Hälfte im E-Commerce und Digitalbereich erzielt.